# Марке, Эмиль ван
Эмиль ван Марке (фр. Émile van Marcke; 25 августа 1827—1890) — французский художник-анималист и график, представитель барбизонской школы.

## Жизнь и творчество

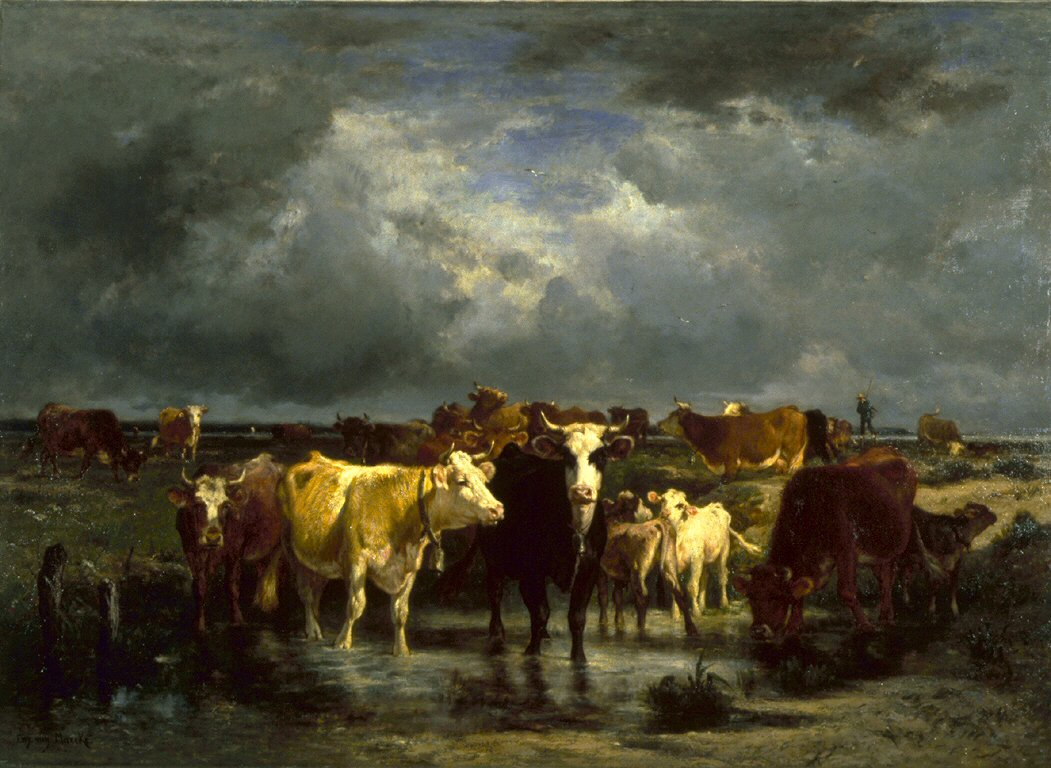
Приближение шторма. 1872 год.

Семья Эмиля ван Марке происходила из Бельгии. Его дед, Шарль ван Марке (фр., 1773—1830) был известным художником; отец, Жан-Батист ван Марке (1797—1848), был художником-анималистом, писал также жанровые полотна.
Эмиль ван Марке учился рисунку у живописца Констана Труайона. В 1853—1862 годах работал художником на Севрской фарфоровой мануфактуре. Марке писал преимущественно идиллические пейзажи, животных, жанровые полотна, портреты. Он мастерски умел передавать игру светотени, блеск и прозрачность воды, бег облаков на небе и их отражение в воде, пасущиеся стада и т. п.
В 1872 году художник был удостоен креста ордена Почётного легиона. На Всемирной выставке в Париже 1869 года его работы были удостоены золотой медали. Работы Э. ван Марке хранятся в Лувре, нью-йоркском Метрополитен-музее и других крупнейших музеях, а также в частных собраниях (например, в коллекции Морганов).